# Civilization IV
Sid Meier's Civilization IV (abreujat Civilization IV, Civ4 o CIV) és un videojoc d'estratègia per torns, llançat entre el 25 d'octubre i el 4 de novembre de 2005 en Amèrica del Nord, Europa i Austràlia. Desenvolupat pel dissenyador capdavanter Soren Johnson sota la direcció de Meier i el seu estudi Firaxis Games, és la quarta entrega de l'aclamada sèrie Civilization començada per Sid Meier. Es va anunciar una versió per a Macintosh per a maig de 2006.
Posteriorment, el 24 de juliol de 2006, es va llançar al mercat l'expansió dita Warlords, la qual inclou diverses civilitzacions addicionals, capdavanteres, edificis i escenaris nous. La segona expansió, Beyond the Sword, es va comercialitzar en juliol de 2007 i inclou més millores i novetats. El 22 de setembre de 2008 va ser llançat el quart joc de la franquícia, Civilization IV: Colonization, ambientat en el procés de colonització del Nou Món entre 1492 i 1792.
El joc s'ha publicat en diversos idiomes, entre ells en anglès, alemany, espanyol, japonès, francès, italià, polonès i en xinès. També té traduccions no oficials en rus, finès, txec, portuguès, català i en hongarès.
El seu tema musical principal, Baba Yetu, ha estat mereixedor de diversos guardons internacionals.